# فیلم کوتاه

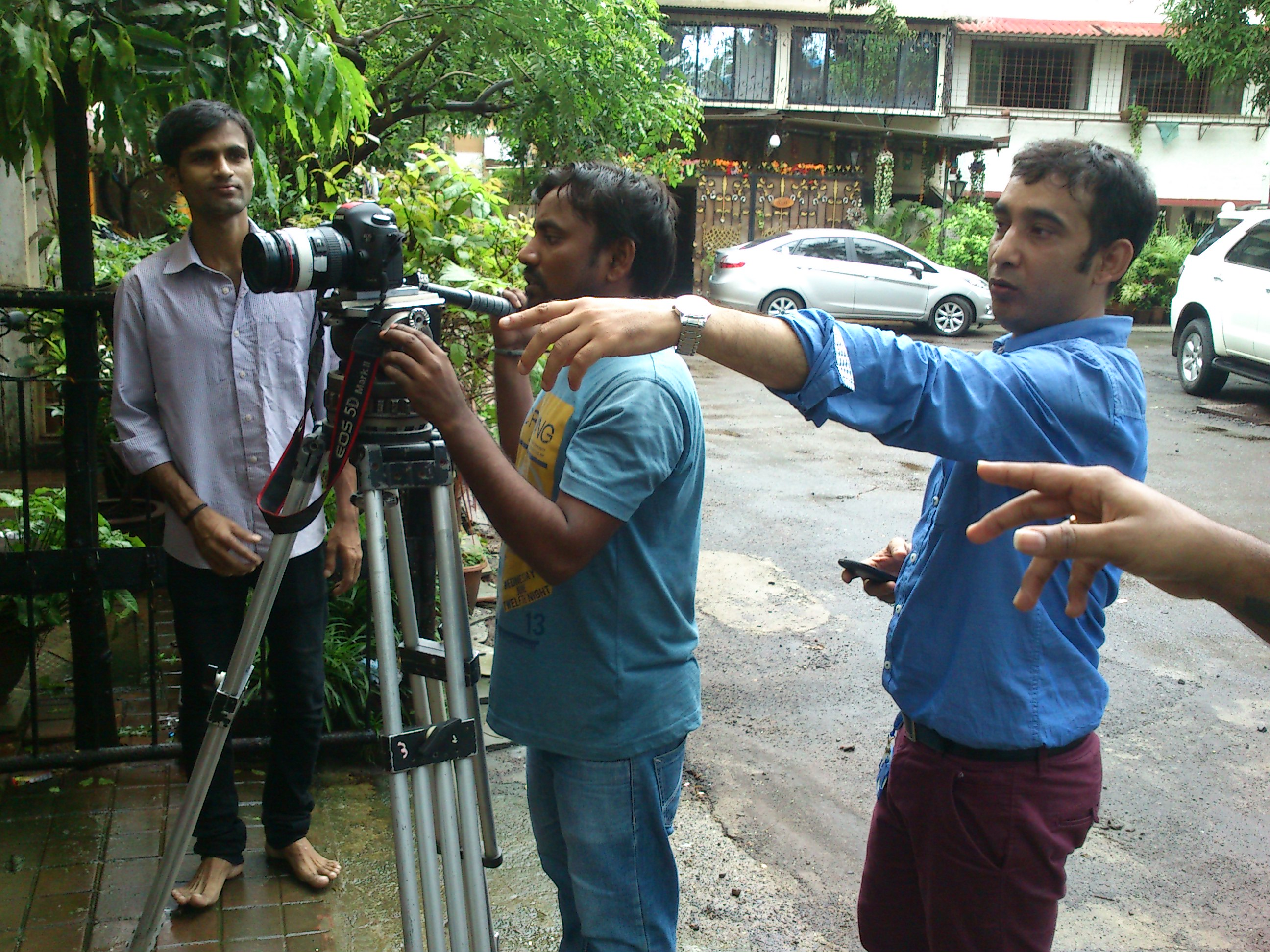
گروه فیلمسازی در کشور آسیایی

فیلم کوتاه به گروهی از فیلم‌ها و آثار هنری گفته می‌شود که نسبت به فیلم بلند، هم‌زمان بسیار کمتری دارد و هم با بودجه بسیار پایین و تجهیزات کم ساخته می‌شود. در تعریف آکادمی علوم و هنرهای سینما آمده‌است که فیلم کوتاه باید حداکثر ۴۰ دقیقه یا کمتر، زمان داشته باشد. تیتراژ اول و آخر نیز جزو این زمان به‌شمار می‌آیند.
به عقیده پازولینی، فرم در فیلم کوتاه به مراتب بیشتر از فیلم بلند مطرح است. به این علت که وقایعی که در پیرامون ما اتفاق می‌افتند امکان تبدیل به فیلم کوتاه را دارند ولی امکان تبدیل به فیلم بلند را نه. همچنین وی بعد از فرم، فیلمنامه را عامل تفاوت می‌داند. از این نظر که وقتی مضمونی به ذهن ما می‌رسد به دکوپاژ فیلم کوتاه نزدیکتر است و قابلیت زیادی را برای فیلم کوتاه شدن دارد تا فیلم بلند. چون در فیلم کوتاه قرار است بین ۵ تا نهایتاً ۳۰ دقیقه قصه گفته شود. در فیلم کوتاه نماهای زیادی وجود ندارد و بسیاری از پلان‌های واکنشی که در فیلم بلند مطرح است حذف می‌شود. چرا که اگر حذف نشود دیگر فیلم کوتاه نخواهیم داشت. وی ادامه می‌دهد که تفکیک پلان در فیلم کوتاه بیشتر از فیلم بلند اهمیت دارد. چون با همین تفکیک پلان‌هاست که کارگردان خواهد توانست به راحتی بخشهای مختلف ماجرای فیلمش را به نمایش بگذارد.
جشنواره‌های بزرگ دنیا نظیر جوایز اسکار، جشنواره کن و جشنواره فیلم برلین، جشنواره بین‌المللی فیلم مسکو در کنار نمایش فیلم‌های بلند، نمایش فیلم کوتاه دارند و این فیلم‌ها جوایز خاص خودشان را هم می‌گیرند. نخستین فیلم‌های تاریخ سینما فیلم‌های کوتاه بودند. سینمای کوتاه، امروزه نیز در جهان وجود دارد و اندیشه‌ها و داستان‌ها را به صورت موجز بیان می‌کند. فیلم‌سازان بزرگی نظیر جوزپه تورناتوره، پیر پائولو پازولینی، کن لوچ، آلن رنه و… سینما را با فیلم کوتاه شروع کردند. در ایران نیز بهرام بیضایی، ناصر تقوایی، سهراب شهیدثالث، عباس کیارستمی، اصغر فرهادی و… سینما را با فیلم‌های کوتاه آغاز کردند. سینمای کوتاه جهان امروز به وسیله جشنواره‌های متعدد و شبکه‌های هنری تلویزیونی به حیات خود ادامه می‌دهد. خروج کارگران از کارخانه را می‌توان نخستین فیلم برادران لومیر به حساب آورد که نخستین فیلم کوتاه تاریخ سینما نیز محسوب می‌شود.

## در ایران
سینمای کوتاه در ایران در مهر ماه ۱۳۴۷ توسط بصیر نصیبی با نام سینمای آزاد ایران راه‌اندازی شد و به مرور شکل گرفت. وی با تلاش‌های بی‌وقفه خود توانست در سراسر ایران نمایندگی‌هایی را فعال کند. هر چند تلویزیون آن دوران حمایت‌های مادی از سینمای آزاد کرد اما فیلم‌سازان آن دوره کوشش کردند که مستقل بمانند. بسیاری از فیلم‌سازان پس از انقلاب ۱۳۵۷ از جمله کیانوش عیاری، مهدی صباغ‌زاده و فریدون جیرانی از سینمای آزاد وارد سینمای حرفه‌ای شدند. سینمای کوتاه در حال حاضر، توسط انجمن سینمای جوانان ایران حمایت می‌شود که سازمانی دولتی است و فیلم‌سازانی نظیر: بهمن قبادی، تورج اصلانی، آرش رصافی، امیرشهاب رضویان، ابوالفضل عطار، محمدرضا فرطوسی، شهرام مکری،  وحید موسائیان، مسعود امینی تیرانی، کاوه مظاهری، سعید نجاتی، عطا مجابی، برادران ارک و محمد برزوئی را پرورش داده‌است.
تشکیل انجمن صنفی فیلم کوتاه ایران در خانه سینما در شهریور سال ۱۳۸۲ از نقاط عطف فعالیت‌های سینماگران فیلم کوتاه ایران است که توانستند به عنوان یک صنف مستقل مطرح شوند.

### جشنواره‌های فیلم کوتاه در ایران
جشنواره بین‌المللی فیلم کوتاه تهران، جشن مستقل فیلم کوتاه (آکادمی فیلم کوتاه ایران)، جشنواره‌های منطقه‌ای سینمای جوان برخی از مهم‌ترین رویدادهای سینمایی در حوزه فیلم کوتاه در ایران هستند.

### قوانین حقوقی فیلم کوتاه در ایران
در خصوص مالکیت معنوی اثر: در ماده-۴ مقررات حمایت از حقوق مالکیت مؤلفان و هنرمندان به صورت شفاف قید شده: حقوق معنوی پدیدآورنده (نویسنده و کارگردان به عنوان مؤلف فیلم) محدود به زمان و مکان نبوده و غیرقابل انتقال است. از طرفی در ماده ۳۸ لایحه جامع مالکیت ادبی و هنری و حقوق، تأکید شده‌است: در خصوص اثر دیداری و شنیداری (فیلم)، کارگردان پدیدآورنده و نخستین دارنده حقوق مادی آن می‌باشد.
باید به این نکته توجه شود مطابق با بند ۳ ماده ۲ قانون حمایت از حقوق مؤلفان، منصفان و مترجمان، حقوق مالکیت کارگردان فیلم کوتاه تحت شمول این قانون قرار گرفته و مطابق با ماده ۳ این قانون، حقوق پدیدآوری فیلم کوتاه شامل حق انحصاری کارگردان نسبت به نشر، پخش، عرضه و اجرای فیلم محفوض است. همچنین شرکت در جشنواره‌ها و بردن جایزه و لوح تقدیر از جمله حقوق معنوی فیلم کوتاه است. حقوق معنوی کارگردان محدودیت مکانی و زمانی نداشته و به هیچ عنوان قابل واگذاری نیست.
در همین خصوص انجمن فیلم کوتاه ایران (ایسفا) به عنوان معتبرترین صنف فیلم کوتاه در کشور، به صورت شفاف از کارگردان به عنوان مالک معنوی فیلم نامبرده است.

### حقوق مالکیت مادی فیلم کوتاه در ایران
در تعریف قانون مالکیت و سهامداری فیلم در بالاترین مرجع سینمایی کشور (سازمان امور سینمایی، سمعی و بصری) وزارت فرهنگ و ارشاد اسلامی، مالکیت یک فیلم بر اساس میزان سرمایه‌گذاری در آن تعیین می‌شود. در همین رابطه وزارت فرهنگ و ارشاد اسلامی برای آثار غیر سینمایی نیز که فیلم کوتاه شامل آن می‌شود گواهی مالکیت صادر می‌نماید.